# Тодор Станков
Тодор Станков с псевдоним Един гостенин е български революционер, деец на Вътрешната македоно-одринска революционна организация.

## Биография
Роден е в 1874 или 1875 година в град Прилеп, тогава в Османската империя, днес в Северна Македония. В 1894 година завършва с деветия випуск Солунската българска мъжка гимназия. В гимназията е привлечен към ВМОРО от Даме Груев. В 1894/1895 учителства в Прилеп, където става член на местния околийски революционен комитет. През учебната 1895/1896 година учителства в щипската махала Ново село, препоръчан от Даме Груев да заеме неговото място учителско място в града и в Щипския революционен комитет. В Щип колеги са му Гоце Делчев, Тодор Лазаров и Мише Развигоров. След това учителства в Радовиш, където оглавява околийския революционен комитет. През август 1897 година заедно със селска милиция обгражда трима турски колджии в село Дедино, убива двама от тях, но след бягството на третия се открива Дединската афера.
През септември 1897 година става учител в Крушево, но разкритията по Винишката афера, ръководени от Дервиш ефенди набират сила и Станков е принуден да стане нелегален и да избяга в София, за да не бъде заловен. През пролетта на 1898 година в София пристига Делчев и приканва революционните дейци от Кочанско, Щипско и Радовишко да се върнат в районите си, за да повдигнат духа на населението след аферата и да закрепят разстроената организация. Станков заминава нелегален за Радовишко. Към него в Конче се присъединяват Васил Липовиклията – Юрука и Георги Турчето. На 12 юни приключва с поставените му задачи и се укрива в Конечкия манастир, където е Турчето го предава и Станков е заловен. Макар че е подложен на тежки мъчения в Радовишкия затвор не прави никакви признания. Прави опит да се самоубие като се обесва, с тухла забива гвоздей в сляпото си око, а след това поглъща хлороформ, но оцелява. Осъден на 6 години и е изпратен в Прищинския затвор. След една година е освободен по погрешка вместо някой си Тодор Стоянов и през Солун заминава за София. В 1901 година е пунктов началник на ВМОРО в Кюстендил.
През септември 1902 година е назначен за учител в Одринска Тракия, където участва в революционното дело с Михаил Герджиков, Лазар Маджаров и Александър Кипров.
Връща се в София и е администратор на вестник „Вечерна поща“.
При избухването на Балканската война в 1912 година е доброволец в Нестроевата рота на Девета велешка дружина на Македоно-одринското опълчение. Награден е с народен орден с корона VI степен. По време на Първата световна война е кмет на град Щип. След войната заема различни държавни служби до края на 20-те години, когато получава апоплектичен удар и остава инвалид. Участва като делегат от Щипското благотворително братство в обединителния конгрес на Македонската федеративна организация и Съюза на македонските емигрантски организации от януари 1923 година.
Тодор Станков умира на 29 септември 1938 година в София.
Никола Коларов пише в некролога за Тодор Станков следното:
| „ | Тодоръ Станковъ бѣ тъй скроменъ и тъй непретенциозенъ, че ако на нѣкой от неговите съвременници не бѣха известни дѣлата му, действително за насъ той щѣше да бѫде само единъ от безбройнитѣ родолюбиви македонски българи. Нѣмаше ние да знаемъ, че той е именно отъ оная фаланга на първопокръстенитѣ в борбата отъ създателитѣ на Македонската революционна организация, която се отличи съ безпримѣрна храбрость и жертвоготовность... Тая фаланга ще краси завинаги съ неувехваща слава великата борба на македонския българинъ. Но въ Тодоръ Станкова имаше и нѣщо друго: до голѣма степень въ него имаше отъ духа и замаха на апостола Левски. И до день днешенъ живитѣ му другари разказватъ съ удивление за негови подвизи и самоизмѫчвания въ затвора, които напълно напомнятъ подвизитѣ на голготата на Дякона. Имаше наистина нѣщо красиво, чисто, рицарско въ открития и ястребовъ погледъ на тоя коравъ българинъ отъ Прилепъ... Такъвъ бѣ покойниятъ Тодоръ Станковъ - пламенъ патриотъ, примѣренъ борецъ, неспокоенъ и творчески духъ, който като всички досегашни наши покойници, нѣма щастието да види осѫщественъ идеалътъ, на който цѣлъ животъ той предано и тъй неуморимо служи. | “ |